# Martin-Luther-Kirche (Fürstenwalde)

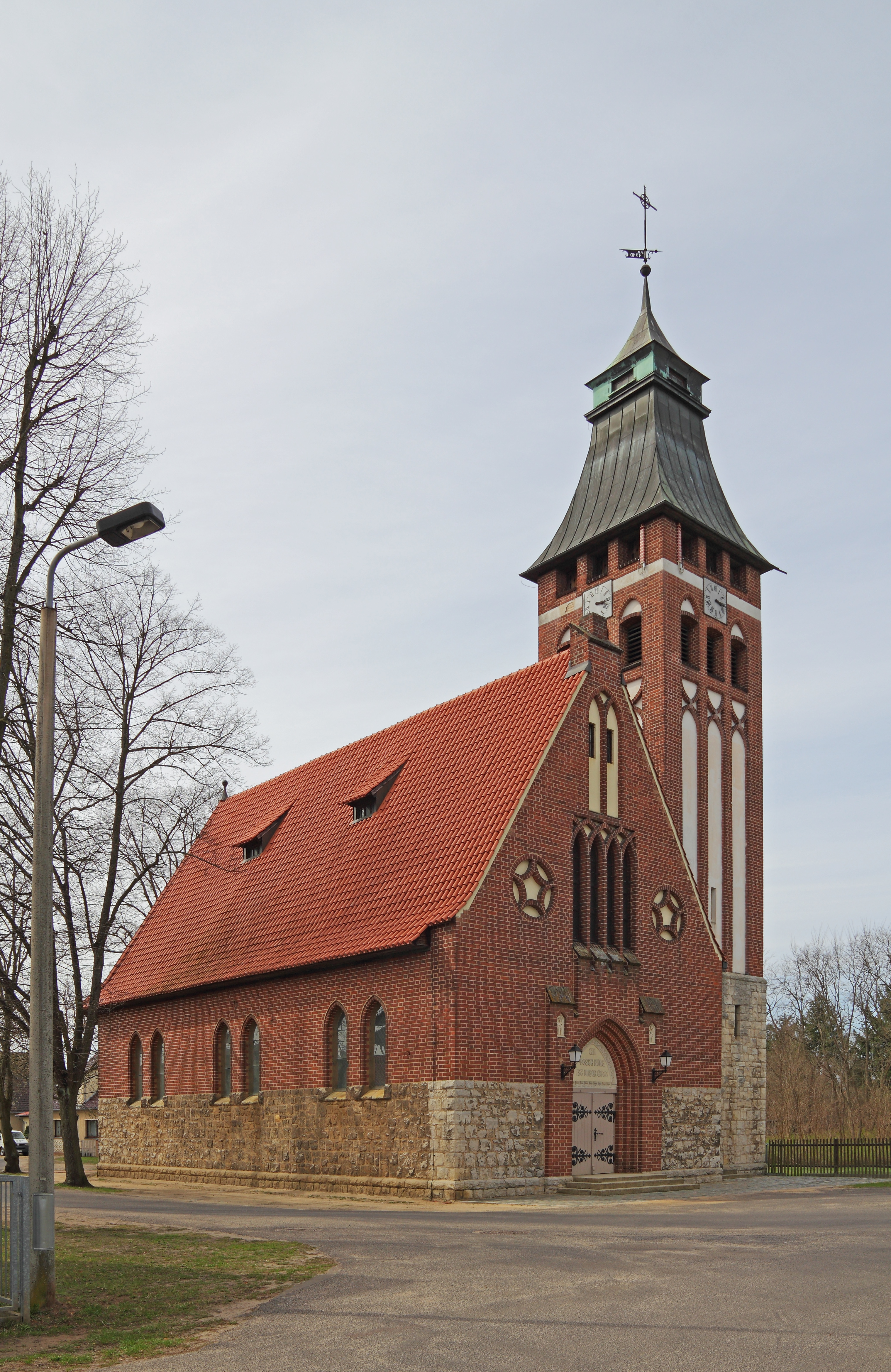
Fürstenwalde, Martin-Luther-Kirche

Die denkmalgeschützte evangelische Martin-Luther-Kirche steht in Fürstenwalde-Süd, einem Ortsteil der Stadt Fürstenwalde/Spree im Landkreis Oder-Spree von Brandenburg. Die Kirchengemeinde gehört zum Kirchenkreis Oderland-Spree der Evangelischen Kirche Berlin-Brandenburg-schlesische Oberlausitz.

## Beschreibung
Die Kirche wurde 1909/10 als Pfarrkirche des ehemals eigenständigen Angerdorfes Ketschendorf errichtet, das heute in das Fürstenwalder Stadtgebiet aufgegangen ist. Die Einweihung erfolgte am 16. September 1910. Die Saalkirche besteht aus einem Langhaus, das mit einem Satteldach bedeckt ist, und einem Kirchturm an dessen Nordostecke, dessen oberstes Geschoss die Turmuhr und den Glockenstuhl beherbergt. Das Portal befindet sich an der Ostseite des Langhauses. Der Innenraum ist mit einem spitzbogigen Tonnengewölbe überspannt. Die Kirchenausstattung aus der Bauzeit ist vollständig erhalten. Die Orgel mit zwölf Registern, verteilt auf zwei Manuale und Pedal, wurde um 1915 von den Gebrüdern Dinse gebaut.